# 揚尼克·格哈特
揚尼克·格哈特（德語：Yannick Gerhardt；1994年3月13日—）是一位德國足球運動員，在場上的位置是中場。現效力於德甲球隊狼堡。

## 生平
格哈特在2013年7月20日首次代表科隆足球俱樂部出場。
2016年5月27日，格哈特與狼堡簽署為期五年的合約。

## 榮譽

### 國家隊
德國
- U21歐洲國家盃冠軍：2017年[2]

## 外部連結
- Soccerway資料庫：揚尼克·格哈特